# Bananengürtel

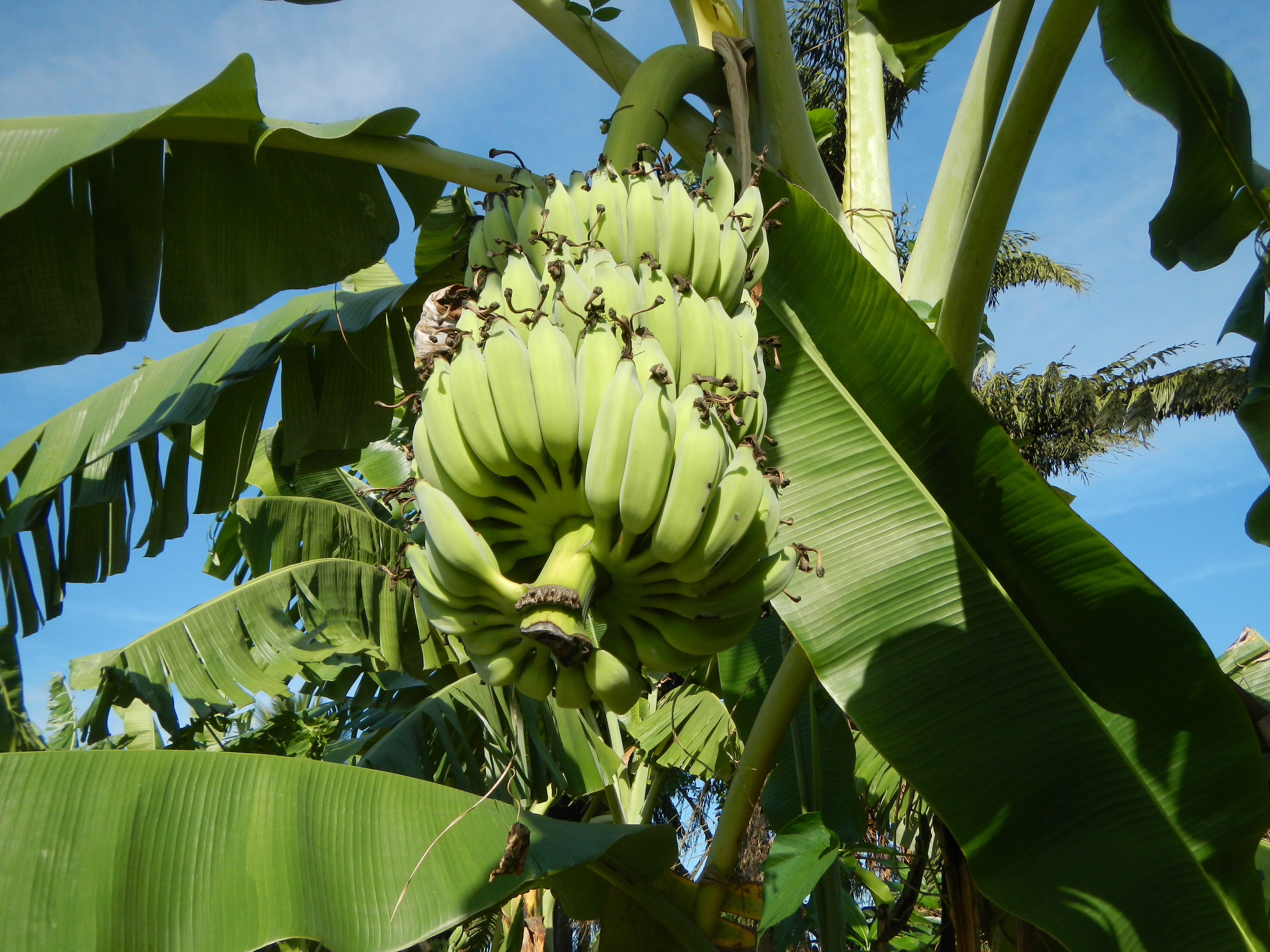
Bananenpflanze auf den Philippinen

Als Bananengürtel wird umgangssprachlich eine Region der Tropen zwischen dem 38. Grad nördlicher und 28. Grad südlicher Breite bezeichnet, die ideale Bedingungen für den Anbau von Bananen aufweist. 
Bananen benötigen, um sich optimal entwickeln zu können, feucht-warmes Klima und eine Temperatur um etwa 27 °C. Möglichst 1.500 Sonnenstunden jährlich oder mehr und eine hohe Luftfeuchte sind weitere Voraussetzungen. Die Bananenpflanze wächst am besten auf flachen, gut belüfteten und sandigen Lehmböden. An solchen Orten sind Bananenernten bis zu 50 Tonnen/ha möglich.